# 母川
母川（ははがわ）は、徳島県海部郡海陽町を流れる河川である。四国のみずべ八十八カ所選定。「母川蛍まつり」としてとくしま88景選定。

## 地理
海陽町櫛川の水源から東に流れ、海部川右岸に合流する。
「海部郡誌」によれば、昔孝子が池を掘って清水を得、母を養っていたところ、この清水が後に川となったのが川名の由来とある。沿岸は平地が広がり水田となる。下流低地は海部川の自然堤防により逆傾斜し、野江西方は後背湿地となる。
海部川の合流点西方、山麓の「せり割り岩」上下2kmは国の天然記念物であるオオウナギの生息の北限として保護されている。

## 流域の自治体
徳島県
海陽町